# Rivière à la Fourche
Rivière à la Fourche är ett vattendrag i Kanada.   Det ligger i provinsen Québec, i den sydöstra delen av landet, 270 km öster om huvudstaden Ottawa.
I omgivningarna runt Rivière à la Fourche växer i huvudsak blandskog. Runt Rivière à la Fourche är det ganska glesbefolkat, med 26 invånare per kvadratkilometer.